# Moțăței, Dolj
Moțăței este satul de reședință al comunei cu același nume din județul Dolj, Oltenia, România.

## Personalități
- Otilian Neagoe (n. 1950), senator
- Ion P. Filipescu (1927 - 2002), judecător la Curtea Constituțională a României, membru titular al Academiei Române
- Felicia Stoian (n. 1974), interpretă de muzică populară din Banat.

 Acest articol despre o localitate din județul Dolj este deocamdată un ciot. Puteți ajuta Wikipedia prin completarea lui.